# IC 1734
IC 1734 — галактика типу SBc () у сузір'ї Піч.
Цей об'єкт міститься в оригінальній редакції індексного каталогу.